# Кућа Боре Станковића
Кућа Боре Станковића се налази у Врању, у Баба Златиној улици број 9., некадашњој Доњој мали, на плацу који је купила Борина баба по којој је улица и добила име. Овај објекат је значајан по томе, јер се управо у овој кући родио књижевник Борисав Станковић. Кућа Боре Станковића има статус споменика културе од великог значаја.

## Историја
Кућа Боре Станковића је подигнута давне 1855. године, налази се у Баба Златиној улици, која је добила име по Бориној баби по оцу. Кућу је подигла „баба Злата“. С почетка XX века, општина је откупила кућу, реконструисана је и од типично врањског домаћинства направила музеј кућу.
Данас је у овој кући смештен музеј који припада Народном музеју у Врању.

## Изглед куће
Кућа је подигнута 1855. године, као четвороделни објекат са отвореним тремом и доксатом под којим је улаз у подрум. Грађена је у бондруку са испуном од чатме, и са кровом који је покривен ћерамидом. Двориште куће краси башта са старим дудом, ти је још калдрма и бунар, као и летња кухиња. Гостињска соба ја највећа просторија у кући, намештена је полу-оријентално, а одмах поред ње је „Златина“ соба, са креветом и разбојем. Либаде су окачене на зидовима собе, заједно са кецељама Борине мајке Васке.

## Реконструкције
Године 1966. изведени су конзерваторско-рестаураторски радови, после чега је, годину дана касније, у овој кући смештен Музеј Боре Станковића,. Кућа је данас отворена за посетиоце.
Кућа је била у лошем стању и чекала да град одвоји средства, како би се обновила оронула гостинска и „баба Златина соба“.

Године 2016. кућа је обновљена и задржала је аутентични изглед, великим залагањем Народног музеја у Врању.

## Старински предмети
У гостинској соби Музеја куће Боре Станковића, налази се бакарно посуђе, од којих се по лепоти издвајају сахани. Они су се користили у свечаним приликама.Такође и миндерлуци за седење поред прозора, сандук за постељину.
У централном делу Музеја, главно видно место заузима мангал - суд са жаром од бакра који је служио за загревање просторија, подгревање јела, ибрик, ђугуми-бакарни судови за воду.
Одвојена летња кухиња у дворишту има има кућевне предмете:наћве за чување брашна и мешење хлеба, чутуру за туцање пшенице, кафе, соли, лос-тучак, већи гвоздени предмет за туцање пшенице,кафе, соли, вршњик(сач)тенџере- дубоко земљано посуђе, пинокоде-хлебарнике, бућку за масло и др.

## Борин опис куће
Бора Станковић је овако описивао своју кућу: “Наша кућа беше стара, широка, сува, гломазна и заудараше на чађ. С улице била је ограђена високим зидом…”

### Капиџик
У великом дворишту Музеј куће налазе се стара дрвена капија, бунар, калдрма, шимшири, и винова лоза као и капиџик, који кућу повезује са кућом старог Прибојчића, врањског трговца.

## Књижевна манифестација Бора Станковић
Интересантно је поменути да је Књижевна манифестација под називом Борина недеља установљена и почиње да живи исте године када је и Музеј кућа отворена.
Међу званицама биле су гошће све три кћери књижевника Борисава Станковића: Десанка Живадиновић, Станка Станковић и Ружица Станковић.